# 帕霍山
13°46′53″S 71°05′35″W / 13.78139°S 71.09306°W
帕霍山（Pajo），是秘魯的山峰，位於該國東南部庫斯科大區，由坎奇斯省的皮圖馬卡區負責管轄，屬於韋爾卡努塔山脈的一部分，海拔高度約5,400米。